# We Are the Others
We Are the Others è il terzo album della symphonic metal band olandese Delain. È stato pubblicato il 1º giugno 2012 in Belgio, Paesi Bassi e Lussemburgo, e il 4 giugno in Francia e Regno Unito; negli Stati Uniti invece è stato pubblicato il 3 luglio. Il primo singolo estratto, Get the Devil Out of Me, è stato pubblicato il 13 aprile. L'album è stato pubblicato anche in una versione digi-pack con quattro tracce bonus dal vivo, e in Giappone con una quinta traccia bonus.

## Storia
L'album è il primo ad essere pubblicato con la nuova formazione: Timo Somers alla chitarra solista, Otto van der Oije al basso e il ritorno di Guus Eikens alla chitarra ritmica, che viene ampiamente coinvolto anche nella composizione dei brani. Tra gli ospiti compaiono l'ex-chitarrista della band Oliver Philipps, il batterista Henka Johansson (Clawfinger, ex-Emigrate), il cantante Burton C. Bell (Fear Factory) e l'ex-bassista e cantante Marco Hietala (Tarot, Nightwish); quest'ultimo però compare solo nell'edizione digi-pack, in due delle tracce live.
La composizione dei brani è un progetto molto più collaborativo dei precedenti; i testi sono tutti scritti dalla cantante Charlotte Wessels e da TriPod (pseudonimo dietro cui si celano i tre produttori dell'album, Jacob Hellner, Fredrik Thomander e Anders Wikström), mentre le musiche sono quasi esclusivamente ad opera di Guus Eikens e Martijn Westerholt, con alcuni brani accreditati anche alla Wessels e ai TriPod (i quali nella traccia Babylon vengono accreditati con i loro nomi invece che sotto lo pseudonimo). Alla title track hanno inoltre collaborato i figli dei tre produttori, accreditati come TriPod Children's Choir, cantando il coro di voci bianche.
Inizialmente pensato per essere pubblicato agli inizi del 2012, la data di pubblicazione dell'album è rimasta ignota fino al 13 aprile quand'è stato distribuito il singolo Get the Devil Out of Me, in concomitanza del quale la band ha comunicato tramite un messaggio via Facebook e tramite il proprio sito ufficiale la pubblicazione dell'album per il 1º giugno.
La title track We Are the Others è stata pubblicata come secondo singolo; nel video del singolo compaiono numerose personalità della scena metal europea, tra cui Robert Westerholt (fratello di Martijn nonché fondatore dei Within Temptation), Sharon den Adel (Within Temptation), e gli ex-membri George Oosthoek e Rob van der Loo. Il brano è stato composto partendo dall'omicidio di Sophie Lancaster.

## Tracce
Testi di Charlotte Wessels e TriPod, musiche di Guus Eikens e Martijn Westerholt, tranne dove indicato.
1. Mother Machine – 4:34
2. Electricity – 4:14
3. We Are the Others – 3:17 (musica: Wessels, Westerholt, TriPod)
4. Milk and Honey – 4:26
5. Hit Me with Your Best Shot – 3:59
6. I Want You – 4:52 (musica: Wessels, Eikens, TriPod)
7. Where Is the Blood (feat. Burton C. Bell) – 3:16
8. Generation Me – 3:43 (musica: Wessels, Westerholt, TriPod)
9. Babylon – 4:06 (musica: Anders Wikström, Wessels, Fredrik Thomander, Eikens, Jacob Hellner, Westerholt)
10. Are You Done with Me – 3:05 (musica: Wessels, Eikens, TriPod)
11. Get the Devil Out of Me – 3:21
12. Not Enough – 4:43 (musica: Wessels, Westerholt, TriPod)

Tracce bonus nell'edizione speciale
1. The Gathering (feat. Marco Hietala) (live) – 4:01 (Eikens)
2. Control the Storm (feat. Marco Hietala) (live) – 4:14 (testo: Wessels – musica: Eikens)
3. Shattered (live) – 4:20 (testo: Wessels – musica: Westerholt)
4. Sleepwalkers Dream (live) – 4:33 (testo: Wessels – musica: Westerholt)

Traccia bonus nell'edizione giapponese
1. Come Closer (live) – 4:50 (testo: Wessels – musica: Westerholt)

## Formazione
- Charlotte Wessels – voce
- Martijn Westerholt – pianoforte, tastiere
- Timo Somers – chitarra solista
- Guus Eikens – chitarra ritmica
- Otto Schimmelpenninck van der Oije – basso
- Sander Zoer – batteria

### Altri musicisti
- Burton C. Bell – seconda voce (traccia 7)
- Marco Hietala – seconda voce (tracce 13-14)
- Anders Wikström & Fredrik Thomander – cori
- Oliver Philipps – cori, chitarre addizionali
- Henka Johansson – batteria addizionale
- TriPod Children's Choir – coro (traccia 3)

## Classifiche
| Classifica (2012)                | Posizione massima |
| -------------------------------- | ----------------- |
| Belgio (Fiandre)                 | 82                |
| Belgio (Vallonia)                | 99                |
| Francia                          | 118               |
| Germania                         | 77                |
| Paesi Bassi                      | 4                 |
| Paesi Bassi (alternative top 30) | 1                 |
| Regno Unito                      | 75                |
| Regno Unito (rock & metal)       | 3                 |
| Stati Uniti (heatseekers)        | 23                |
| Svizzera                         | 43                |